# Гаєцька Ольга Ярославівна
Гаєцька Ольга (20 серпня 1924, Стрий) — українська громадська діячка, письменниця.

## Біографія
Народилася 20 серпня 1924 р. в Стрию (Галичина). Закінчила українську гімназію в Перемишлі, 1945-1949 рр. студіювала фармакологію в Граці (Австрія), медичну технологію у Філадельфії. У 1964 р. прибула до США, працювала медичним лаборантом у Нью-Йорку, була активною у громадському житті, співала в хорі «Думка».

## Творчість
Редагувала дитячу сторінку в журналі «Наше життя». Лауреат премії ім. Олени Пчілки. Автор книжок для дітей «Допоможіть ангеликові» (К., 1995), «Квітучий міст» (Львів, 1998).